# Cupido lunifer
Cupido lunifer är en fjärilsart som beskrevs av Hans Rebel 1919. Cupido lunifer ingår i släktet Cupido och familjen juvelvingar. Inga underarter finns listade i Catalogue of Life.